# لیزردیسک
لوح لیزری یا لیزردیسک (انگلیسی: LaserDisc) فرمت رسانه خانگی و نخستین لوح نوری تصویری بود که در سال ۱۹۷۸ در آمریکا به بازار ارائه شد. سی‌دی، دی‌وی‌دی و بلوری نسخه‌های ارتقاء یافته لیزردیسک هستند.